# Cap du Saint-Esprit
Pour les articles homonymes, voir Saint-Esprit (homonymie).
Le cap du Saint-Esprit (en espagnol : cabo del Espíritu Santo) est un cap de la Terre de Feu situé à l’embouchure orientale du détroit de Magellan, sur la rive sud de ce dernier. Il fait face à la pointe Dungeness située au nord, sur le continent. Le cap du Saint-Esprit marque la frontière entre l'Argentine et le Chili et, conformément au traité de paix et d’amitié de 1984 entre l’Argentine et le Chili la ligne imaginaire reliant la pointe Dungeness au cap du Saint-Esprit marque la limite des eaux territoriales des deux pays.